# Castello normanno (Spinazzola)
Il Castello normanno di Spinazzola fu una fortificazione militare normanna in rovina costruita tra l'XI e il XII secolo. Rimangono solo pochi ruderi.

## Storia
Già in età romana fu costruita una stazione non lontano dal borgo di Spinazzola. Ma è tra il XI e XII secolo che con la conquista normanna la località si dota di un vero e proprio edificio castellare, rafforzato dalle armi e da una cinta muraria dal conte Amico, signore della medesima Spinazzola. Abbattuta la fortificazione di età normanna, sui suoi resti viene innalzato nel XVI secolo un nuovo castello.
Abbandonata nei secoli successivi, quest'ultima struttura viene abbattuta negli anni trenta del XX secolo. Ora ne rimangono pochi ruderi.